# Ayyub ibn Habib al-Lakhmi
Ayyub ibn Habib al-Lakhmi est le troisième wali d'al-Andalus. À la suite de l'assassinat à Séville du wali ‘Âbd al-‘Âziz Ibn Mussâ Ibn Nussâyr, et en attendant la nomination d'un nouveau gouverneur en provenance de Kairouan (Ifriqiya), Ayyub ibn Habib al-Lakhmi est nommé wali intérimaire et ne gouverne que pendant six mois en 716.
Il est le fils d'une sœur du premier wali, Moussa Ibn Noçaïr, et donc un cousin germain du wali assassiné Abd al-Aziz ibn Musa ibn Nusair.
Il est remplacé par le nouveau wali, Al-Hurr ibn Abd al-Rahman al-Thaqafi.